# ژان بوییس
ژان بوییس (فرانسوی: Jean Bouise‎; ۳ ژوئن ۱۹۲۹ – ۶ ژوئیهٔ ۱۹۸۹) بازیگر اهل فرانسه بود.

## فیلم‌شناسی
- زد
- تن‌تن و پرتقال‌های آبی
- آخرین نبرد
- آبی بیکران
- مترو
- آقای کلاین
- تفنگ کهنه
- دختری به نام نیکیتا
- مرگ یک مرد فاسد
- انقلاب فرانسه
- پوست یک جاسوس را کندن
- اعتراف
- انبارهای سوخته
- بخش ویژه
- پروانه روی شانه
- مرد قدبلند بلوند